# ザ・ペニンシュラ香港

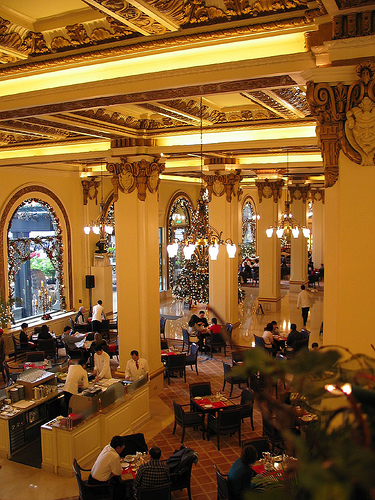
ザ・ペニンシュラ香港 の「ザ・ロビー」

ザ・ペニンシュラ香港（英語: The Peninsula Hong Kong、中国語: 香港半島酒店）は、香港の九龍にある高級ホテル。運営は香港&上海ホテルズ。

## 歴史

### 建設
アヘン戦争後の1842年に結ばれた南京条約により香港は、イギリスの直轄植民地となり、本格的な発展が始まった。とはいえ、1900年代頃の香港は、発展を遂げていたものの鄙びた漁村の雰囲気を残した田舎町で、香港のさらなる発展のためにも、リゾート地としてPRする必要があり、そのためにはホテルの存在が必要不可欠であった。
1900年代の香港の市街地は中環地区で、尖沙咀地区は田舎町の雰囲気を残したままであった。1910年に九広鉄路が完成し、現在の尖沙咀側のスターフェリー乗り場付近に駅が設置された。駅の目の前に埠頭があり、ヨーロッパからの船も停泊するため、海と陸の玄関口を合わせ持つこの場所こそホテルを建設する場所にふさわしいと考え、香港&上海ホテルズを創業したユダヤ系一族カドゥーリー家のエリス・カドゥーリーによって、1922年に建設が始まった。

### 開業

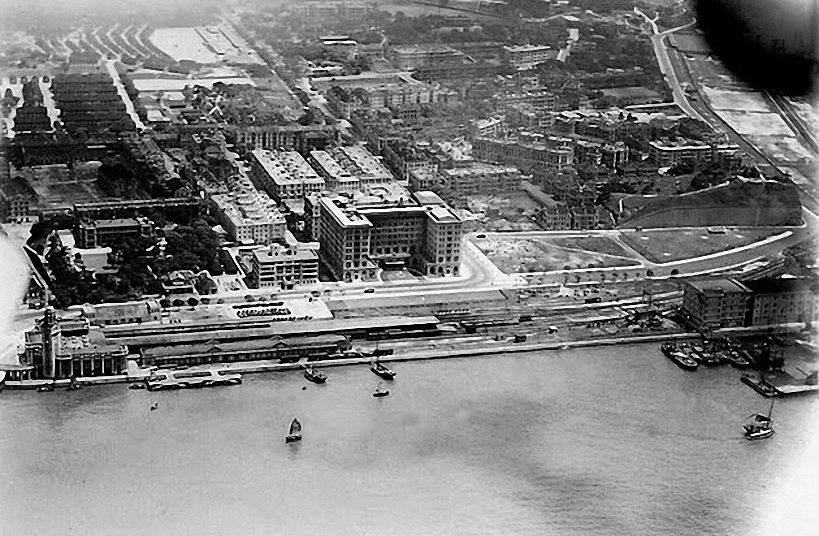
1931年

建設が始まったものの、第一次世界大戦後の混沌とした時代だったこともあり、順風満帆とはいかなかった。1927年には、敷地がイギリス軍の軍営地として接収され、敷地内に砲座が設けられてしまった。このような状況であったため当初の予定より約4年開業が遅れ、1928年12月11日に開業した。当時の客室数は250室で、さらに、当時としては珍しく、全室にバスルームとトイレが付いていた。

### 東亜ホテル
1941年12月8日には太平洋戦争（大東亜戦争）が勃発し、イギリスとの間で交戦した日本軍が香港に進駐、数日後には新界と九龍半島が占拠される。香港島に立て籠って抗戦したイギリス軍も25日には降伏した。
同ホテルの336号室で、日本軍とイギリス軍との降伏文書を取り交わした（香港の戦いを参照）。日本の軍政下で「東亜ホテル」と改名され、戦争中を通じて日本軍の将校集会所および軍関係者向けのホテルとして使用されていたが、日本の敗戦後は元通りに一般人向けのホテルとして使用されることとなった。

### 現在

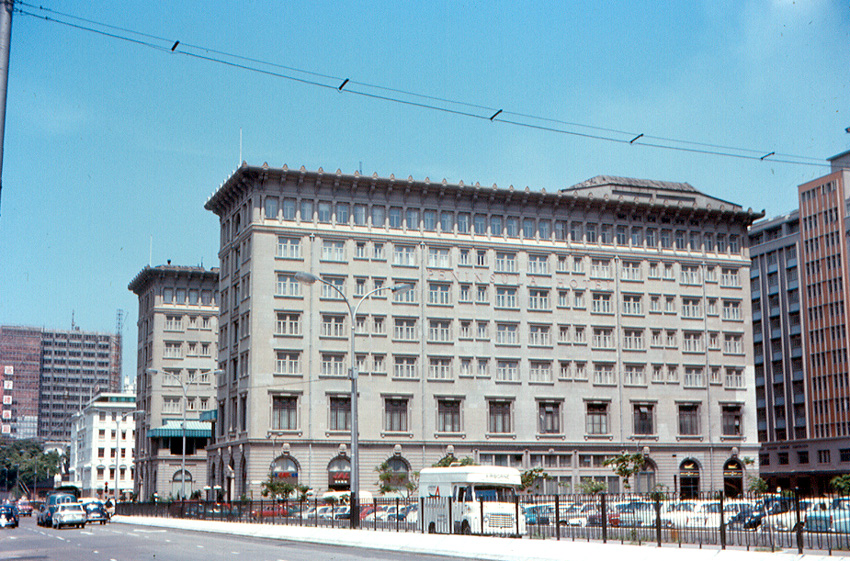
1960年代

その後は香港のみならずアジアを代表する最高級ホテルの一つとしての地位を確立し、内外装のリニューアルが数回に渡り行われたが、手狭になったことや啓徳空港の閉鎖を受けて尖沙咀地区の建設制限が緩和されたこともあり、1994年には新館となる30階建て117mのザ・ペニンシュラタワーが完成した。16階まではオフィスで、客室は17階以上にある。

## ランドマーク
香港を代表するランドマークの一つとしてその存在が世界的に有名な上、ビクトリア・ハーバーが見渡せる尖沙咀の中心地に位置することから、ショッピングアーケードやロビーには世界各国の観光客が数多く訪れる。

## 建物

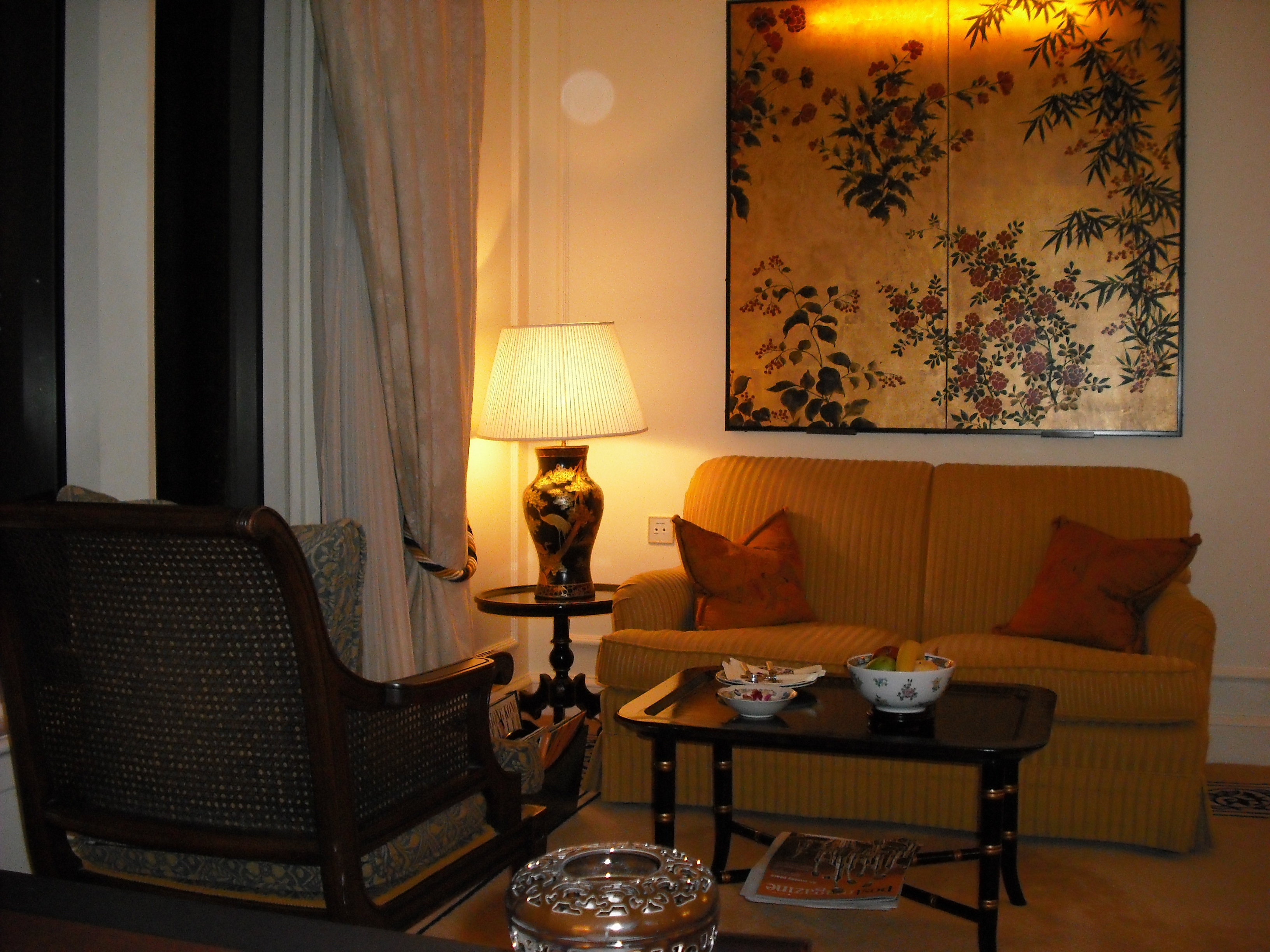
タワーのダブルルーム客室

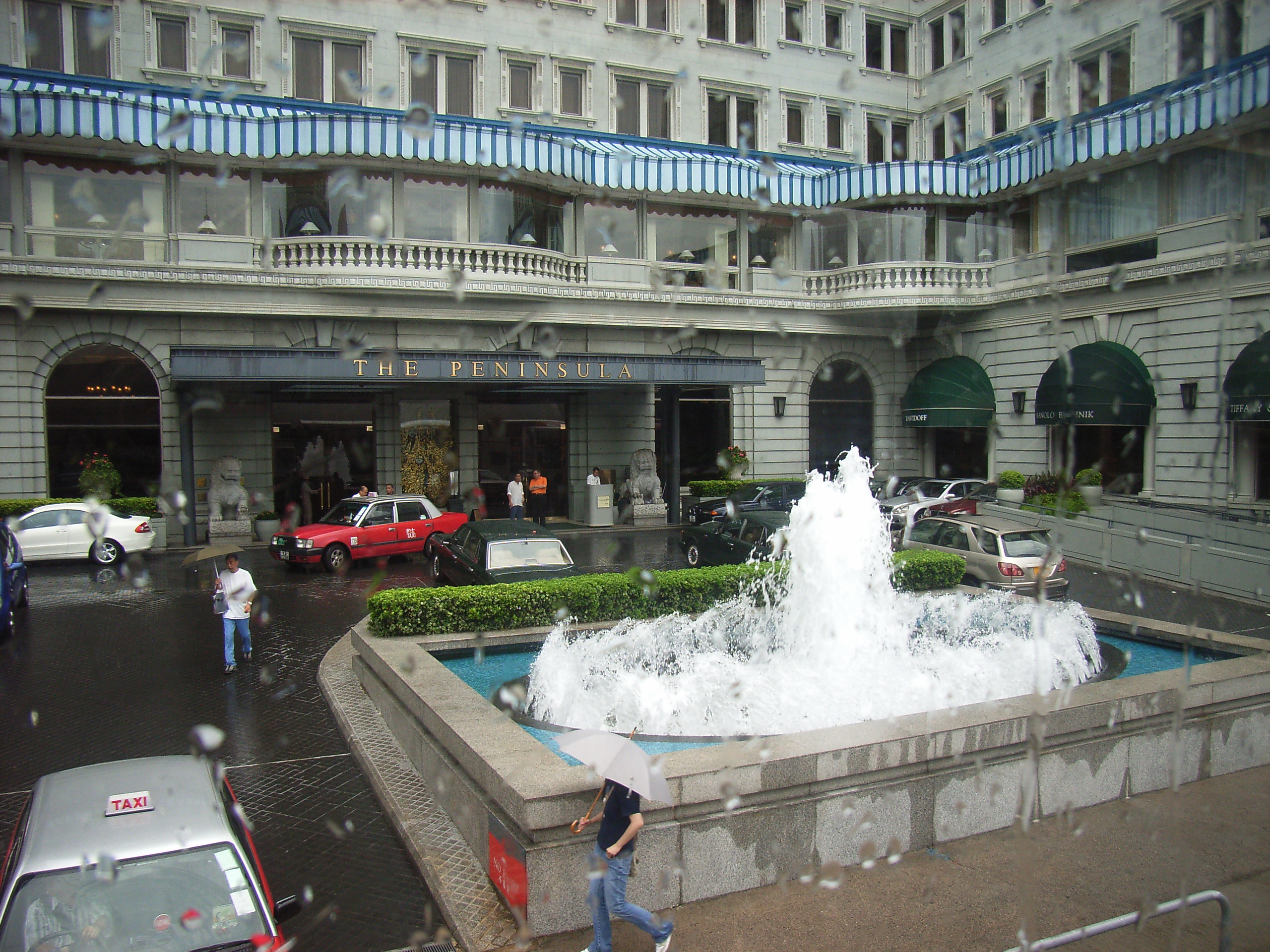
入口付近

開業当初から使用されている本館と、1990年代に増設された高層建築のタワーの2つの棟からなっている。本館1階と2階にロビーとレストラン、ショッピングアーケードなどが設けられ、3階以上が客室として使用されている。
またタワーの上層部は客室として使用されているが、下層階は一部が賃貸オフィスとして使用され、建物裏側にオフィス部分のエントランスが設けられている。

### 客室
客室数は300室で、一番狭い客室でも約41平方メートルの広さがある。すべての客室にライティングデスクとファックス、CD/VCD/DVDプレーヤー、電動カーテンが、すべてのバスルームにシャワーブースとカラーテレビがそれぞれ付いている。

### 主な施設
- ガディス(Gaddi's)　フランス料理
- フェリックス(Felix)　パシフィックリム料理
  - 内装はフィリップ・スタルクのデザイン
- 嘉麟楼(Spring Moon)　広東料理
  - 内装はフランク・ロイド・ライトのデザイン
- チェサ(Chesa)　スイス料理
- 今佐(Imasa)　日本料理
- ザ・ベランダ(The Verandah)　地中海料理
- ザ・ロビー(The Lobby)　アフタヌーンティー
- ザ・バー(The Bar)　バー
- ザ・プール・テラス(The Pool Terrace)　軽食
- ザ・ペニンシュラスパ(The Peninsula Spa by ESPA)　スパ
- ザ・ペニンシュラ ショッピングアーケード(The Peninsula Shopping Arcade)　ショッピングアーケード
  - チョコレートや紅茶などのペニンシュラホテル関連の商品を扱うザ・ペニンシュラブティック(The Peninsula Boutique)は、ザ・ペニンシュラ ショッピングアーケードの地下1階にある。
- プール　屋内に1か所

など

## アフタヌーンティー
イギリスの植民地当時からロビー脇の「ザ・ロビー」で提供されるアフタヌーンティーが有名で、これを目当てに訪れる観光客が多い。なお、この様に宿泊客以外の観光客が多く訪れるものの、プライバシー確保とセキュリティーのために、宿泊客以外が入場できるエリアは制限されている。宿泊客は、「ザ・ロビー」でのアフタヌーンティーの予約が可能である。一方、非宿泊客は"first-come-first-served"方式、すなわち、早いもの順に予約を現場で受け付ける方式で、カフェの直ぐ外側（特に仕切りなどはなく、エリア外周に置かれたガーデニングプラントの並びの外側に列を作っており、ザ・ロビーの模様は、ザ・ロビーの客側および入場待ちの非宿泊客の双方で視認可能）に列を作っていて待っているのは、予約不可の非宿泊客である。

## 送迎

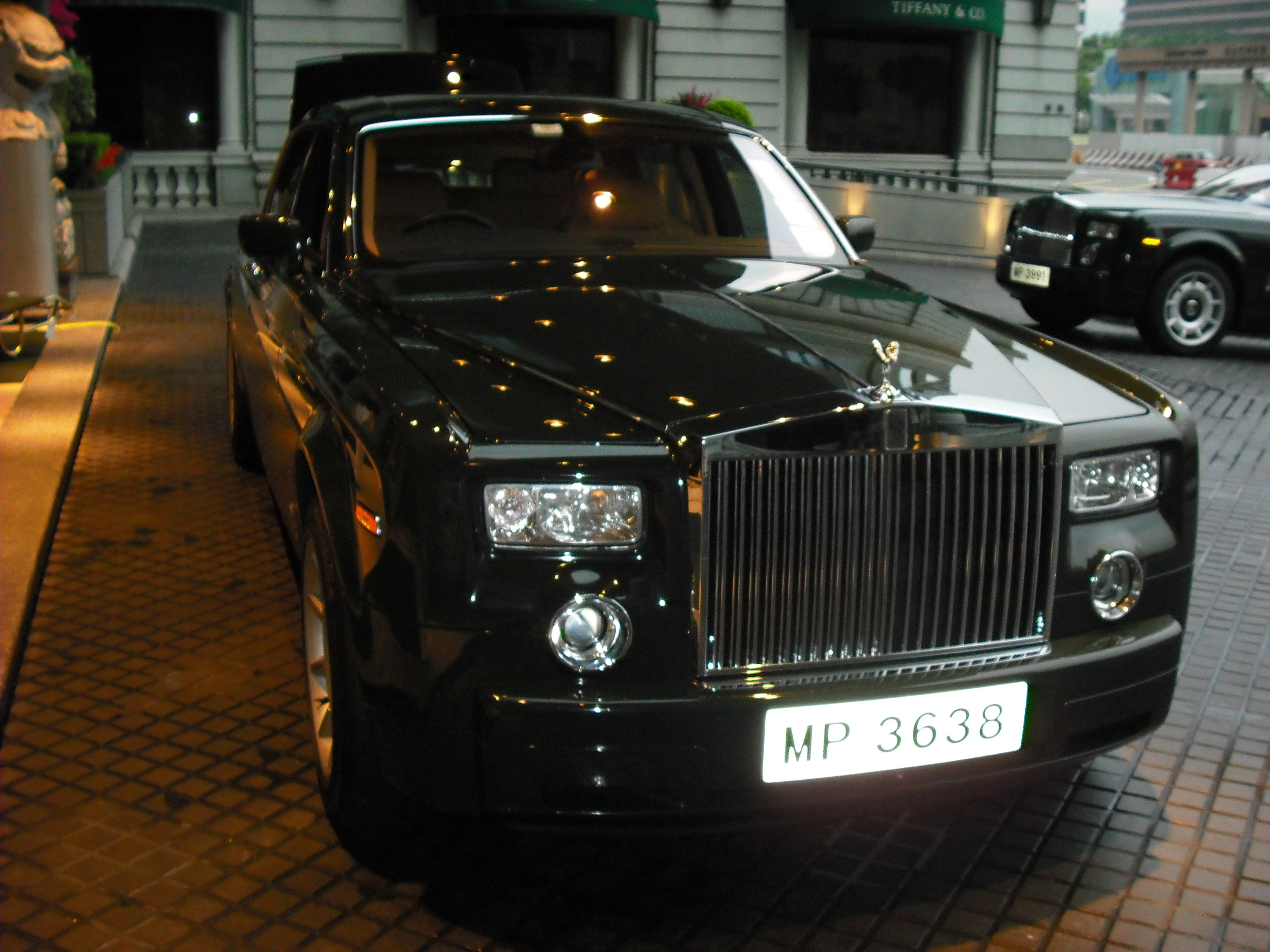
ホテル所有のロールス・ロイス・ファントム

専用のロールス・ロイス及びヘリコプターがホテルと香港国際空港の間の送迎を有料で行う。到着時には、ホテルの制服を着用した専用のスタッフが到着ゲートから車とヘリコプターまでの案内、荷物の運搬を行うほか（制限区域内は空港スタッフが担当する）、出発時には同じく専用のスタッフが荷物の運搬や空港内の案内、出国ゲートへの送迎までのサポートを行う。

### ロールス・ロイス
イギリス製の高級車であるロールス・ロイスを1970年代より専用の送迎車として所有しており、「ロールス・ロイス・フリート」として世界的に著名である。過去はホテルのイメージカラーの緑色に塗られた「シルバー・レイス」や「シルバー・スパー」を使っており、当時は一企業が所有していたロールス・ロイスとしては世界最大数を誇っていた。現在は最高級車種の「ファントム」計14台をホテル-香港国際空港間の送迎などに利用している。
14台用意されているファントムは車内や荷室などそれぞれの仕様が違う。事前の予約が必要で、車内にはミネラルウォーターや英字新聞が用意される。

### ヘリコプター
タワーの屋上が専用ヘリポート及び、1930年代にサンフランシスコと香港の間を結んだパンアメリカン航空の飛行艇をイメージしたラウンジ「チャイナ・クリッパー（China Clipper）」となっており、専用のヘリコプターが香港国際空港のヘリポートとの間を結ぶ。